# Ерик Льобедел
Ерик Льобедел (на френски: Eric Lebédel) е френски дипломат, посланик на Франция в България от 2016 г.

## Биография

### Образование
Роден е на 3 юли 1957 г. Следва в Парижкия университет: социология в Пари-Сорбона, право в Пантеон-Сорбона. Специализира в Института по политически науки в Париж (IEP) през 1975 – 1980 г., после завършва Националното училище за държавна администрация (ENA) през 1982 – 1984 г.

### Дипломатическа кариера
Първи секретар е в посолството на Франция в Москва (1984 – 1986). След това е съветник по техническите въпроси „Изток–Запад“ в кабинета на министъра на външните работи Жан-Бернар Ремон (1986 – 1988).
Между 1988 и 1993 г. е съветник в посолството на Франция в САЩ. После е поддиректор „Стратегически въпроси“ в Министерството на външните работи (1993 – 1995) и служител за специални поръчения, политически и военни въпроси в кабинета на министъра на външните работи Ерве дьо Шарет (1995 – 1996).
Между 1996 и 2000 г. е генерален консул на Франция в Истанбул, Турция.
Между 2000 и 2003 г. е директор „Управление на кризи“ в Международния секретариат на НАТО в Брюксел, а между 2003 и 2006 г. – директор „Международни и стратегически въпроси“ в Генералния секретариат по национална отбрана (служба към министър-председателя).
В периода 2006 – 2009 г. е посланик, постоянен представител на Франция към Организацията за сигурност и сътрудничество в Европа във Виена.
През 2010 г. е преподавател в Института по политически науки в Париж („Управление на кризи“).
Между 2011 и 2015 г. е посланик на Франция във Финландия. През 2015 г. е посланик за стратегически партньорства.
От 1 октомври 2016 г. е посланик на Франция в България.
Владее френски, английски, руски, испански, турски, фински и немски език.